# Кална на Хрону
Кална на Хрону (слч. Kalná nad Hronom) насељено је мјесто са административним статусом сеоске општине (слч. obec) у округу Љевице, у Њитранском крају, Словачка Република.

## Становништво
| Година:    | 1994. | 2004.   | 2014.   | 2024.   |
| ---------- | ----- | ------- | ------- | ------- |
| Број људи: | 2074  | 2065    | 2071    | 2025    |
| Разлика:   |       | -0,43 % | +0,29 % | -2,22 % |

| Година:    | 2023. | 2024.   |
| ---------- | ----- | ------- |
| Број људи: | 2057  | 2025    |
| Разлика:   |       | -1,55 % |

Према подацима о броју становника из 2011. године насеље је имало 2.043 становника.